# Stokmarknes
Stokmarknes è un villaggio della Norvegia, situato nella municipalità di Hadsel, nella contea di Nordland.
Esso è localizzato sull'isola di Hadseløya.